# Assaku
Assaku är en småköping (estniska: alevik) i norra Estland. Den ligger i Rae kommun i landskapet Harjumaa. 

## Geografi
Assaku ligger 48 meter över havet. Terrängen runt Assaku är platt. Runt Assaku är det ganska glesbefolkat, med 36 invånare per kvadratkilometer. Närmaste större samhälle är Tallinn, 8 km nordväst om Assaku. Omgivningarna runt Assaku är en mosaik av jordbruksmark och naturlig växtlighet.